# Les Funérailles de Galli l'anarchiste
Les Funérailles de Galli l'anarchiste est un tableau du peintre italien Carlo Carrà (1881-1966), peint en 1910 et achevé en 1911.
L'œuvre est inspirée par des affrontements entre manifestants et policiers lors des funérailles d'un anarchiste, Angelo Galli, mort durant une grève générale de 1904.

## Notices
- (en) RA.forum : The Funeral of Angelo Galli.

## Iconographie
- L'Éphéméride anarchiste : Les funérailles de Galli l'anarchiste.